# Florián Maschek
Florián Maschek (3. května 1835 Český Krumlov – 12. května 1922 Praha) byl akademický malíř, profesionální fotograf a středoškolský profesor.

## Život
Absolvoval mnichovskou akademii výtvarných umění. Poté se přestěhoval do Českých Budějovic, kde působil jako profesor kreslení a krasopisu na německém gymnáziu. Otevřel i soukromou školu kreslení. Od roku 1858 provozoval fotografický ateliér ve svém bytě v Krajinské třídě číslo 115. To bylo v 19. století poměrně obvyklé, malíři považovali fotografování za obor doplňující jejich profesi a součást zaměstnání. Mezi jeho klientelu patřily známé budějovické osobnosti. Fotografickou činností doplňoval Jana Gustava Richtera, který je považován za prvního budějovického fotografa a do otevření Maschkova ateliéru jediného fotografa v Českých Budějovicích. Za jeho fotografické nástupce lze považovat dvojici (společníky) Adolfa Pecha a Jana Wolfa.
Dne 10. července 1860 si v Českých Budějovicích vzal manželku Annu rozenou Krejčí. Později se odstěhovali do Prahy (Bubeneč číslo 176), kde zemřel na zápal plic. Pochován byl 16. května 1922 na hřbitově v Olšanech.

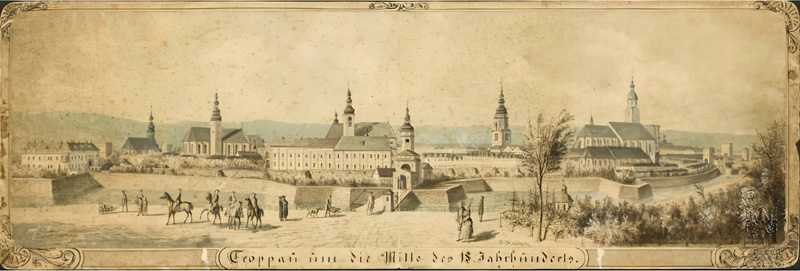
Veduta: Pohled na Opavu směrem k Ratibořské bráně. Podle předlohy z 2. poloviny 18. století. 1885